# Boltzmannfördelning

Sannolikhet att olika tillstånd ska vara besatta enligt en Boltzmannfördelning beroende på energiskillnad och temperatur.

En Boltzmannfördelning är inom statistisk mekanik och matematik en sannolikhetsfördelning eller frekvensfördelning för partiklar i ett system, över olika möjliga mikrotillstånd. Fördelningen ger sannolikheterna vid termodynamisk jämvikt. Fördelningen kallas också Boltzmann-Gibbsfördelning eller Gibbsfördelning efter Ludwig Boltzmann och Josiah Willard Gibbs.
Fördelningen uttrycks i formen
{\displaystyle F({\rm {A}})\propto e^{-{\frac {E}{kT}}}}
där {\displaystyle E} är tillståndet A:s energi (som varierar från mikrostillstånd till mikrotillstånd), och {\displaystyle kT} är Boltzmanns konstant multiplicerat med den termodynamiska temperaturen.
Inom statistisk mekanik är Boltzmannfördelningen en sannolikhetsfördelning som anger sannolikheten att ett system ska befinna sig i ett visst tillstånd som funktion av tillståndets energi och systemets temperatur. Sannolikheten är
{\displaystyle p_{i}={\frac {e^{-{\varepsilon }_{i}/kT}}{\sum _{i=1}^{M}{e^{-{\varepsilon }_{i}/kT}}}}}
där pi är sannolikheten hos tillståndet i, εi energin hos tillståndet i, k Boltzmanns konstant, T systemets temperatur och M antal tillgängliga mikrotillstånd för systemet. Summeringen görs över alla mikrotillstånd som är tillgängliga för systemet i fråga. Begreppet system har här en vid betydelse och kan variera från en enskild atom till ett makroskopiskt system såsom en gastank. Av detts skäl kan Boltzmannfördelningen användas för att analysera en bred uppsättning problem. Fördelningen visar att tillstånd med lägre energi alltid kommer att ha högre sannolikhet att vara fyllda än tillstånd med högre energi.
Kvoten av en Boltzmannfördelning beräknad för två tillstånd är känd som Boltzmannfaktorn och beror enbart på energiskillnaden mellan de två tillstånden.
{\displaystyle {\frac {F({\rm {state2}})}{F({\rm {state1}})}}=e^{\frac {E_{1}-E_{2}}{kT}}}
Boltzmannfördelningen ska inte förväxlas med Maxwell-Boltzmannfördelningen, som beskriver partikelhastigheter i idealiserade gaser.

## Jämförelse med andra fördelningar
Inom kvantstatistiken går Fermi-Dirac-statistik och Bose-Einstein-statistik över i Boltzmannstatistik vid stora energier respektive höga temperaturer.

### Fotnoter
1. 1 2  Atkins, P. W. (2010) Quanta, W. H. Freeman and Company, New York